# La Carneille

La Carneille este o comună în departamentul Orne, Franța. În 1 ianuarie 2018 avea o populație de 587 de locuitori.